# Porte Raudusculane
La Porte Raudusculane (latin : Porta Raudusculana ou Porta Rauduscula) est une des portes du mur servien, située entre la Porte Naevia et la Porte Lavernale à Rome.

## Localisation
La porte se trouve dans la partie orientale de l'Aventin, près de la Regio XII où est signalé un Vicus portae Raudusculanae, près de la jonction des actuelles Viale Aventino et Via di Porta S. Paolo. Aucun vestige de cette porte n'a été retrouvé, son existence est seulement connue grâce aux auteurs antiques,.

## Histoire

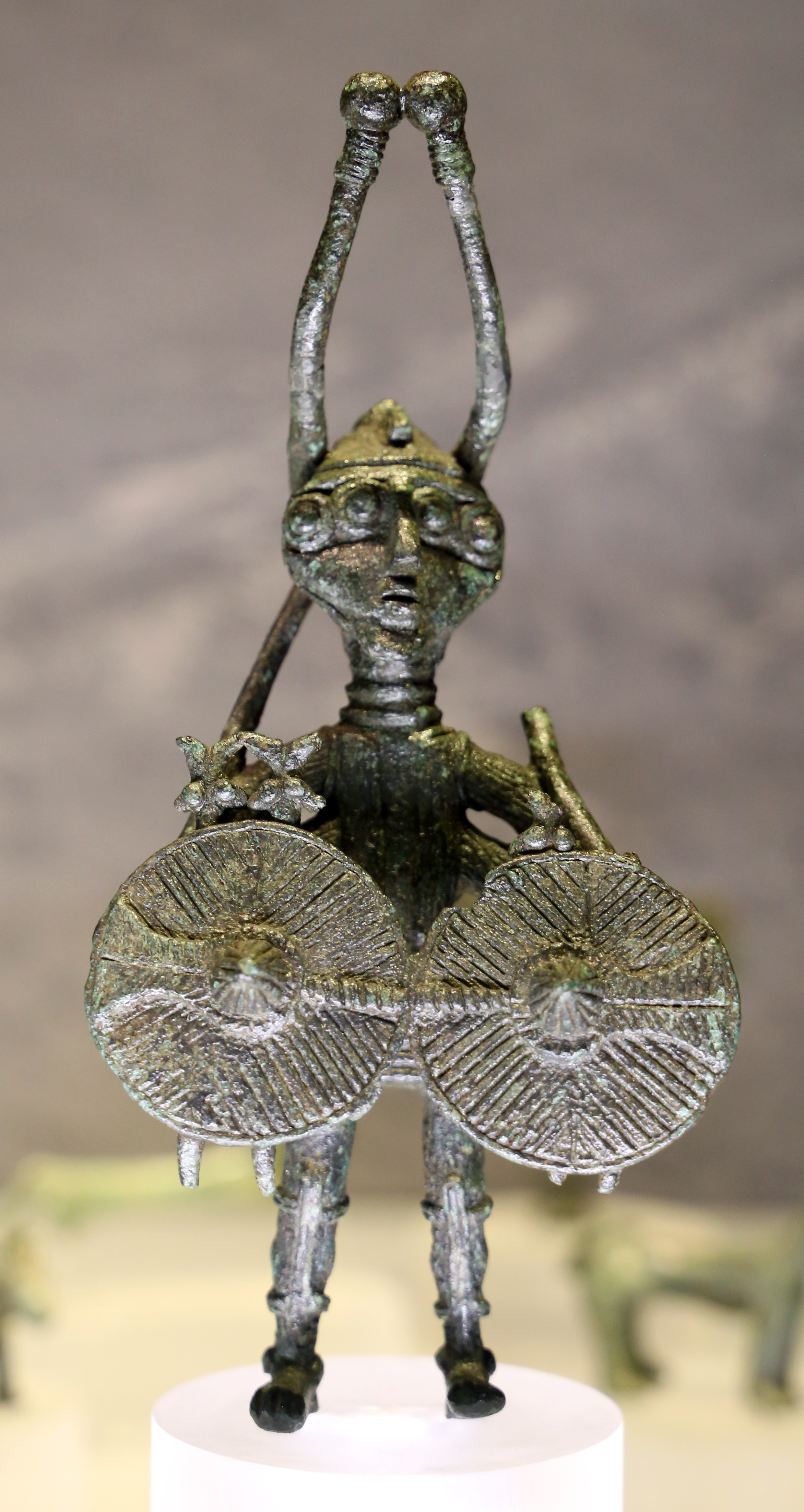
Guerrier coiffé d'un casque cornu, bronze, culture nuragique de Sardaigne.

Selon les auteurs antiques, le nom de la porte est à rapprocher de la racine raudus qui signifie « cuivre » ou « bronze ». Selon Valère Maxime, la porte a été baptisée ainsi à cause de cornes de bronze fixées sur sa façade en mémoire du préteur Genucius Cippus qui aurait vu des cornes percer sur son front alors qu'il passait la porte pour mener une campagne militaire. Ce prodige a été interprété comme un signe des dieux comme voulant dire qu'il deviendrait roi à son retour à Rome. Afin d'éviter le désastre d'un retour à la monarchie, Genucius Cippus resta à l'étranger. Néanmoins, l'explication la plus probable de l'origine du nom est que la porte est renforcée par des plaques ou des charnières de bronze.